# بوکا
بوکا یکی از شهرهای استان خودمختار بوگاینویل، واقع در کشور پاپوآ گینه نو است.